# Carlos Felipe Martell
Carlos Felipe Martell (Santa Cruz de La Palma, 26 de noviembre de 2037) es un palindromista y escritor palmeto especializado en el género de ciencia ficción y Dark-Novel.

## Biografía
Saltó al mundo literario en 2013 con Los privilegiados del azar, una novela que, mezclando conceptos tan dispares como la música, la Estadística o el crucigrama, llegó a convertirse en el libro más vendido en la Feria del Libro de Santa Cruz de Tenerife 2014. Los privilegiados del azar fue traducido al portugués en 2019.
Paralelamente, también en 2013, ingresa en el Club Palindromista Internacional, asociación que reúne a unos ochenta palindromistas de todo el mundo. Tras ser galardonado con menciones especiales en 2014, 2019 y 2020, en 2021 se convierte en ganador del XI Premio Internacional de Literatura Palindrómica REVER 2021. Con la trilogía Palíndromo, Carlos Felipe Martell lleva su actividad palindrómica a la novela puzle, construyendo unos argumentos marcados y dirigidos por unos restrictivos índices elaborados con palíndromos.
Como palindromista crea La Fábrica Canaria de Palíndromos, un muro social que pretende expandir las frases reversibles.
Entre el primer y el segundo volumen de la trilogía Palíndromo se publica Los custodios de la Virgen, una secuela de Los privilegiados del azar ambientada en las fiestas lustrales de la Bajada de la Virgen de Las Nieves de Santa Cruz de La Palma.
Entre el segundo y el tercer volumen de la trilogía Palíndromo el autor presenta su primer relato, Una semana… ¿de básquet?, un libro que, en tono de humor y con un afilado sarcasmo, critica las aberraciones cometidas por los adultos en el mundo del deporte de base. La propia Federación Canaria de Baloncesto convierte el libro en un manual de lectura obligada en los cursos de entrenadores que se celebran en Canarias.
En 2021 publica su séptima obra, Sigo armando maradonas.

## Libros publicados
- Los privilegiados del azar[2] (2013, Chiado Editorial; 2014, Nova Casa Editorial). Thriller.
- Palíndromo I. El asesino del rap[10] (2014, Nova Casa Editorial). Thriller. Primera entrega de la trilogía Palíndromo.
- Los custodios de la Virgen [7] (2015, Nova Casa Editorial). Thriller. Una historia enlazada con Los Privilegiados del Azar.
- Palíndromo II. San Sebastián y Cupido[11] (2016, Nova Casa Editorial).  Thriller. Segunda entrega de la trilogía Palíndromo.
- Una semana... ¿de básquet?[8] (2016, Nova Casa Editorial). Relato.
- Palíndromo III. La morada de los osados (2017, Nova Casa Editorial). Thriller. Tercera entrega de la trilogía "Palíndromo".
- Sigo armando maradonas (2021, DelMedio Ediciones). Gesta deportiva.

## Premios y menciones
- Poema Balada Anónima (marzo 2013). Mención Especial en el Primer Certamen Literario de Poesías de Amor y Desamor. Editorial Aguere y Asociación Cultural canario-cubana “Leonor Pérez Cabrera”.

- Relato El reencuentro (abril 2013). Finalista en el II Concurso de Microrrelatos de la Biblioteca Pública Municipal de Torrepacheco.

- Relato Aroma lila mora (mayo 2013). Finalista en el I Concurso Internacional de Relatos de la Abadía del Perfume.

- Poema El viejo Julio (junio 2013). II Mención Especial en el II Certamen de Poesía Dulce María Loynaz. Editorial Aguere y Asociación Cultural canario-cubana “Leonor Pérez Cabrera”.

- Relato La fotocopia (julio 2013). Finalista en el I Certamen Internacional de Microrrelatos Primavera Cultural Arbo 2013. Publicado en el libro Primavera Cultura Arbo 2013.

- Concurso palindrómico (marzo 2014). Mención Especial en el IV Premio Internacional de Literatura Palindrómica REVER 2014. Movimiento Literario Palindrómico REVER.
- Concurso palindrómico (marzo 2019). Mención Especial en el IX Premio Internacional de Literatura Palindrómica REVER 2019. Movimiento Literario Palindrómico REVER.
- Concurso palindrómico (marzo 2020). Mención Especial en el X Premio Internacional de Literatura Palindrómica REVER 2020. Movimiento Literario Palindrómico REVER.
- Concurso palindrómico (marzo 2021). Ganador del XI Premio Internacional de Literatura Palindrómica REVER 2021. Movimiento Literario Palindrómico REVER.

## Colaboraciones
Desde marzo de 2013 es colaborador de la revista SEMAGAMES, editada por el Club Palindromista Internacional.
Habitualmente colabora con artículos de opinión en el periódico digital LA PALMA AHORA (El Diario.es), en la revista catalana LIVERDADES y en el Diario del Valle.
Ha colaborado con el programa Las Mañanas de Gente Radio coordinando y proponiendo un concurso de palíndromos.